# Leptotarsus gentilis
Leptotarsus gentilis är en tvåvingeart som först beskrevs av Alexander 1943.  Leptotarsus gentilis ingår i släktet Leptotarsus och familjen storharkrankar.
Artens utbredningsområde är Venezuela. Inga underarter finns listade i Catalogue of Life.